# Marko Arapović
Marko Arapović (20. srpnja 1996.) hrvatski je profesionalni košarkaš, igra za Cedevitu na poziciji centra i krilnog centra. Kao kapetan, s mladom košarkaškom reprezentacijom (do 19) osvojio je srebrnu medalju na Svjetskom prvenstvu 2015. u Grčkoj. U finalnoj utakmici tijesno su ih pobijedili Amerikanci.
Marko je izabran u najbolju petoricu SP-a.
Otac mu je bivši košarkaš Franjo Arapović

## Vanjske poveznice
- Profil  Arhivirana inačica izvorne stranice od 17. travnja 2015. (Wayback Machine) na abaliga.com
- Profil na eurobasket.com